# Montreux (stacja kolejowa)
Montreux – stacja kolejowa w Montreux, w kantonie Vaud, w Szwajcarii. Znajdują się tu 2 perony.